# U-176

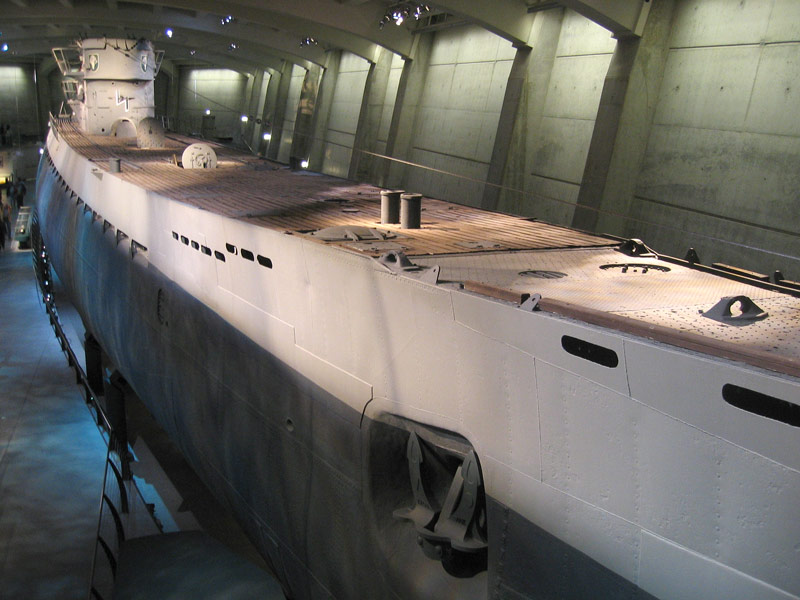
U-505, um barco típico do Tipo IXC

O submarino alemão U-176 foi um U-boot Tipo IXC da Kriegsmarine da Alemanha Nazista durante a Segunda Guerra Mundial.
Construído no estaleiro DeSchiMAG AG Weser em Bremen, teve seu batimento de quilha em 6 de fevereiro de 1941, lançado em 12 de setembro e comissionado em 15 de dezembro, sob o comando do Kapitänleutnant Reiner Dierksen.
O U-176 serviu com o 4. Unterseebootsflotille (flotilha de submarinos) durante o treinamento e, a partir de 1º de agosto de 1942, com a 10ª Flotilha de submarinos, uma unidade de operações de longo alcance. O U-176 completou três patrulhas, afundando 11 navios, totalizando 53,307 toneladas brutas de registro (GRT) antes de ser afundado em Cayo Blanquizal pela Marinha Cubana em 15 de maio de 1943.

## Projeto
Os submarinos alemães Tipo IXC eram ligeiramente maiores que os Tipo IXB originais. O U-176 teve um deslocamento de 1 120 toneladas (1 100 tonelada longas) quando na superfície e 1 232 toneladas (1 200 tonelada longas) quando submerso. O U-boot tinha um comprimento total de 76,76 metros (251 ft 10 in), um comprimento de casco de pressão de 58,75 metros (192 ft 9 in), uma boca de 6,76 metros (22 ft 2 in), uma altura de 9,60 metros (31 ft 6 in) e um calado de 4,70 metros (15 ft 5 in). O submarino era movido por dois motores diesel MAN M 9 V 40/46 superalimentados de quatro tempos e nove cilindros, produzindo um total de 4.400 cavalos de força métricos (3.240kW; 4.340shp) para uso em superfície, dois motores elétricos de dupla ação Siemens-Schuckert 2 GU 345/34 produzindo um total de 1.000 cavalos de potência no eixo (1,010PS; 750kW) para uso submerso. Ela tinha dois eixos e duas hélices de 1,92 metros (6 pé). O barco era capaz de operar em profundidades de até 230 metros (750 pé).
O submarino tinha uma velocidade máxima de superfície de 18,3 nós (33,9km/h; 21,1mph) e uma velocidade máxima submersa de 7,3 nós (13,5km/h; 8,4mph). Quando submerso, o barco podia navegar por 63 milhas náuticas (117 km; 72 mi) a 4 nós (7,4km/h; 4,6mph); quando emergia, podia navegar por 13.450 milhas náuticas (24.910km; 15.480mi) a 10 nós (19km/h; 12mph). O U-176 foi equipado com seis tubos de torpedos de 53,3cm (21 pol.; quatro instalados na proa e dois na popa), 22 torpedos, um canhão naval SK C/32 de 10,5cm (4,13 pol.), 180 tiros, e um SK C/30 de 3,7 cm (1,5 pol.), bem como um canhão antiaéreo C/30 de 2cm (0,79 pol.). A embarcação tinha uma tripulação de quarenta e oito marinheiros.

## Histórico de serviço

### Primeira patrulha
Em 21 de julho de 1942, o U-176 partiu de Kiel, contornou as Ilhas Britânicas e entrou no Oceano Atlântico Norte. Ele fez seu primeiro abate em 4 de agosto, afundando o navio mercante britânico Richmond Castle, de 7.798 GRT, sem escolta, com dois torpedos.
Em 7 de agosto, ela se juntou a outros cinco submarinos para reforçar os oito barcos da Alcateia Steinbrinck em uma série de ataques ao comboio SC 94. Em 8 de agosto, o U-176 disparou duas salvas de dois torpedos cada contra o comboio, afundando dois navios de carga britânicos, o Trehata de 4.817 GRT e o Kelso de 3.956 GRT, e o navio de carga grego Mount Kassion de 7.914 GRT. No dia seguinte, também afundou outro navio britânico, o Radchurch de 3.701 GRT, que havia sido abandonado. A escolta do comboio foi então reforçada pelo contratorpedeiro polonês Błyskawica e pelo contratorpedeiro britânico Broke. Ambos os navios estavam equipados com HF/DF (equipamento de radiogoniometria), o que ajudou a manter os U-boots afastados até de manhã.
O U-176 afundou o cargueiro britânico Empire Breeze de 7.457 GRT, com dois torpedos em 25 de agosto. O navio fazia parte do comboio ON 122; o U-boot encerrou a patrulha após 74 dias no mar em Lorient, na França, em 2 de outubro de 1942. No dia seguinte ao seu retorno, seu capitão foi condecorado com a Cruz de Ferro de 1ª Classe.

### Segunda patrulha
O U-176 partiu de Lorient em 9 de novembro de 1942 e rumou para o Atlântico Sul. Em 27 de novembro, afundou o navio mercante holandês Polydorus, de 5.922 GRT, após uma perseguição de 50 horas, a mais longa registrada por qualquer U-boot na Segunda Guerra Mundial.
Ao largo do Cabo de São Roque, no Brasil, em 13 de dezembro de 1942, a tripulação do U-176 abordou o cargueiro sueco Scania, de 1.629 GRT, e afundou-o com cargas de afundamento após a tripulação ter abandonado o navio. Em 16 de dezembro, afundou o navio de carga britânico Observer, de 5.881 GRT, sem escolta, com dois torpedos.
Antes do afundamento do Scania, um jovem marinheiro, Gottfrid Sundberg, fotografou secretamente o U-176 do Scania.
O U-176 chegou a Lorient em 18 de fevereiro de 1943 após uma patrulha que durou 102 dias.

### Terceira patrulha
O U-176 partiu para sua terceira e última patrulha em 6 de abril de 1943, partindo de Lorient, cruzando o Atlântico em direção ao Mar do Caribe. Em 1º de maio, seu comandante foi notificado de sua promoção a Korvettenkapitän (capitão-de-corveta).
Em 13 de maio de 1943, o U-176 atacou o comboio NC 18 a apenas cinco milhas da costa norte de Cuba, afundando o petroleiro americano Nickeliner de 2.249 GRT, que estava carregado com 3.400 toneladas de água com amônia, e o petroleiro cubano de melaço Mambí de 1.983 GRT.

#### Afundamento

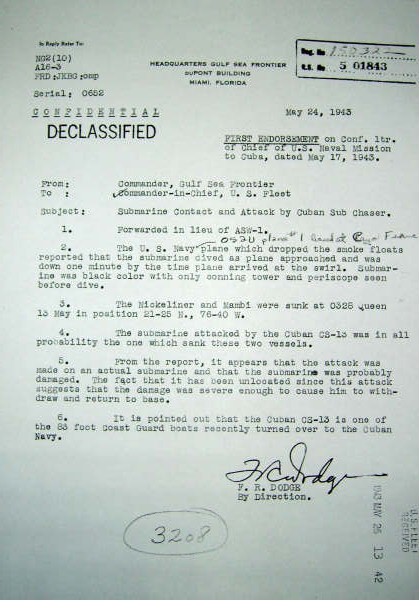
Relatório da Marinha dos EUA sobre o ataque ao U-176.

Em 15 de maio, o navio mercante cubano Camagüey e o hondurenho Hanks, ambos carregados de açúcar, partiram de Sagua la Grande, com destino a Havana, escoltados pelos caçadores de submarinos cubanos CS-11, CS-12 e CS-13. Às 17h15, uma aeronave Kingfisher da Marinha dos EUA do esquadrão VS-62, operando em Cuba, avistou o U-176 em 23°21′N 80°18′W e lançou um flutuador de fumaça para marcar sua posição a cerca de uma milha e meia atrás do comboio. O CS-13 localizou o U-boat com seu sonar, atacou com cargas de profundidade e afundou o U-176.
Em 7 de janeiro de 1944, o K.Kapt. Reiner Dierksen foi condecorado postumamente com a Deutsches Kreuz em Ouro.
O CS-13 foi comandado pelo Alférez de Fragata da Marinha Cubana, comandado por Mario Ramirez Delgado, o único cidadão cubano a afundar um submarino durante a Segunda Guerra Mundial. Em 1946, Delgado, promovido a tenente, recebeu a Ordem do Mérito Naval com Distintivo Vermelho (em castelhano:  Orden del Mérito Naval con Distantivo Rojo). O contra-almirante Samuel E. Morison, historiador oficial da Marinha dos EUA, reconheceu seu sucesso em sua obra História das Operações Navais dos Estados Unidos na Segunda Guerra Mundial, onde também elogiou a habilidade e eficiência dos marinheiros cubanos.
| “ | O barco patrulha CS-13, comandado pelo Segundo-Tenente Mario Ramirez Delgado, virou em direção ao gás, fez bom contato pelo sonar e lançou dois ataques perfeitos com cargas de profundidade que aniquilaram o U-176. Este foi o único ataque bem-sucedido contra um submarino realizado por uma unidade de superfície menor que um PCE [Escolta de Embarcação de Patrulha] de 180 pés. Assim, o afundamento é devidamente considerado com grande orgulho pela pequena, mas eficiente Marinha Cubana. | ” |

Também estava presente Norberto Collado Abreu, que mais tarde ficou famoso como piloto do Granma, o iate que trouxe Fidel Castro de volta a Cuba para reiniciar a Revolução Cubana.

### Alcateias
O U-176 participou de duas alcateias, a saber:
- Steinbrinck (5 – 11 de agosto de 1942)
- Lohs (11 de agosto - 1 de setembro de 1942)

## Resumo do histórico de incursões
| Data                   | Navio           | Nacionalidade  | Tonelagem (GRT) | Destino  |
| ---------------------- | --------------- | -------------- | --------------- | -------- |
| 4 de agosto de 1942    | Richmond Castle | Reino Unido    | 7.798           | Afundado |
| 8 de agosto de 1942    | Kelso           | Reino Unido    | 3.956           | Afundado |
| 8 de agosto de 1942    | Mount Kassion   | Grécia         | 7.914           | Afundado |
| 8 de agosto de 1942    | Trehata         | Reino Unido    | 4.817           | Afundado |
| 9 de agosto de 1942    | Radchurch       | Reino Unido    | 3.701           | Afundado |
| 25 de agosto de 1942   | Empire Breeze   | Reino Unido    | 7.457           | Afundado |
| 27 de novembro de 1942 | Polydorus       | Holanda        | 5.922           | Afundado |
| 13 de dezembro de 1942 | Scania          | Suécia         | 1.629           | Afundado |
| 16 de dezembro de 1942 | Observer        | Reino Unido    | 5.881           | Afundado |
| 13 de maio de 1943     | Mambí           | Cuba           | 1.983           | Afundado |
| 13 de maio de 1943     | Nickeliner      | Estados Unidos | 2.249           | Afundado |